# 白鳥孝
白鳥 孝（しろとり たかし、1955年（昭和30年）5月25日 - ）は、日本の政治家。長野県伊那市長（4期）。

## 来歴
長野県伊那市西箕輪中条生まれ。長野県伊那北高等学校、立教大学社会学部卒業後、1979年４月信英蓄電器箔株式会社入社。
2004年（平成16年）2月、旧伊那市の収入役に就任。2006年（平成18年）3月31日、旧伊那市と高遠町と長谷村が合併して、新制の伊那市が発足。同年5月、現伊那市の収入役に就任。2007年（平成19年）4月、副市長に就任。2010年（平成22年）2月、副市長を辞任。同年4月25日の伊那市長選挙に出馬し初当選。同月30日、市長就任。2014年4月の市長選で再選。
2018年4月の市長選で3選。投票率は52.03％で新伊那市発足後、最低を記録した。
2022年4月24日投開票の市長選挙で4選。

## 政策・主張
- 2015年（平成27年）6月24日、幼稚園の利用者負担金を来年度から1割程度引き下げるとした改定案を「伊那市子ども・子育て審議会」に諮問した[7]。